# Daporijo
Daporijo est une ville indienne située dans le district du haut Subansiri dans l’État de l'Arunachal Pradesh. En 2011, sa population était de 15 468 habitants.

## Source de la traduction
- (en) Cet article est partiellement ou en totalité issu de l’article de Wikipédia en anglais intitulé « Daporijo » (voir la liste des auteurs).